# Belum

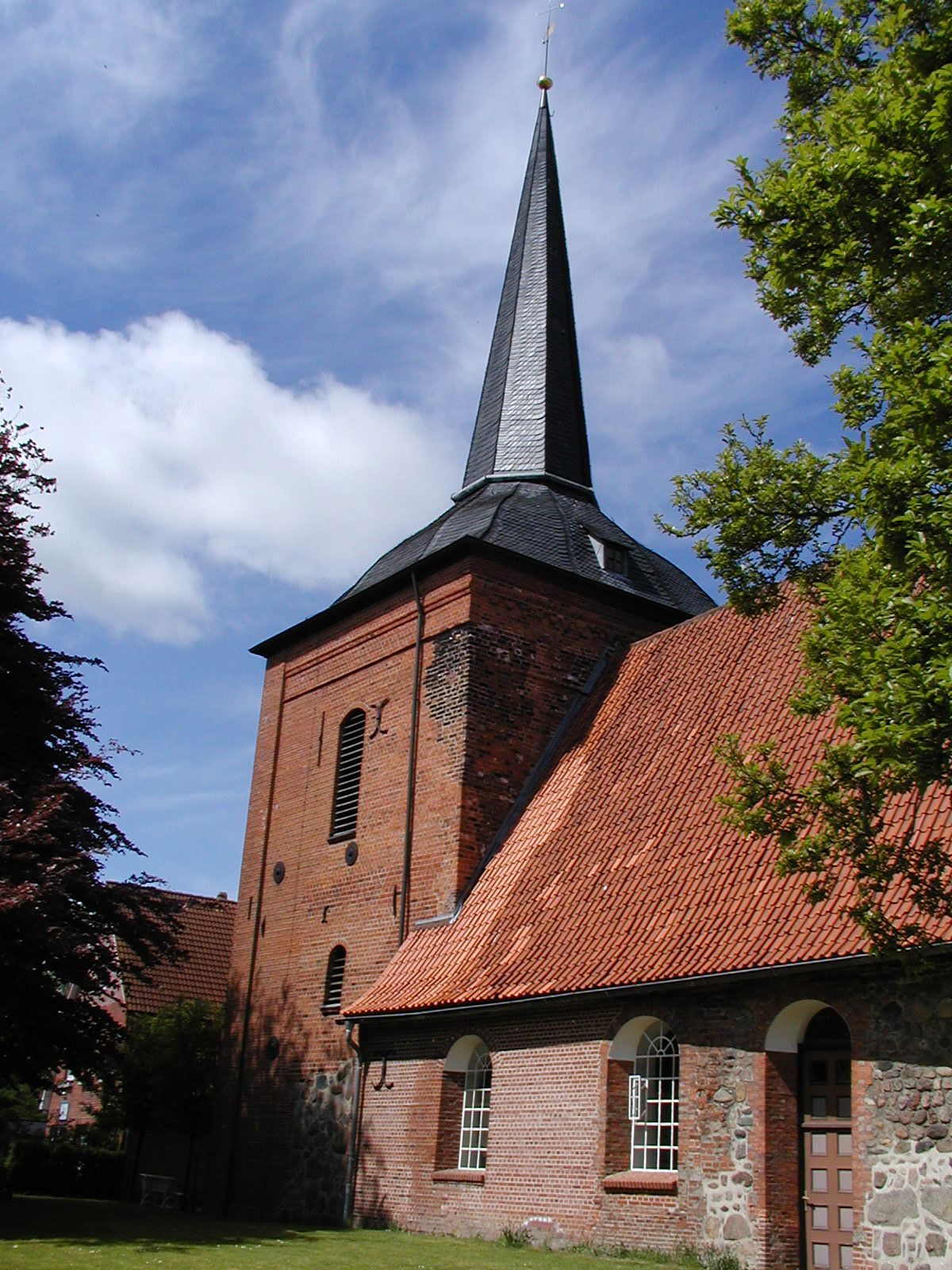
Die Kirche in Belum

Die Gemeinde Belum (niederdeutsch Belen) ist Mitglied des Gemeindeverbandes Samtgemeinde Land Hadeln im niedersächsischen Landkreis Cuxhaven.

## Geografie

### Lage
Die Gemeinde Belum liegt direkt an der Ostemündung und Niederelbe im Landkreis Cuxhaven und gehört zur Samtgemeinde Land Hadeln.
Die heutige Oste mündet in einem Kanal etwas östlicher in die Elbe, da 1964 ein Ostesperrwerk gebaut wurde und der Altarm durch zwei breite Dämme geschlossen wurde, so entstand der Ostesee beim Ostesperrwerk.

### Gemeindegliederung
- Bahrdorf
- Belum (Hauptort)
- Belumerdeich
- Hollanderhof
- Kehdingbruch
- Königswisch
- Westerndorf

### Nachbargemeinden
|            |                                             |         |
| Otterndorf | Kompassrose, die auf Nachbargemeinden zeigt | Neuhaus |
| Osterbruch | Bülkau                                      |         |

(Quelle:)

## Geschichte

### Der Name
Da sich Belum im Norden an der alten Ostemündung an der Elbe befindet, lässt sich der Name auf die geographische Lage zurückführen. Die „Spalte im Land“ – der Zufluss zur Elbe hieß Beilheim sowie Belem und wurde so über die Jahrhunderte zum heutigen Belum.

### Ersterwähnung
Belum wurde am 23. März 1377 erstmals in einem Vertrag zwischen dem Kirchspiel Belum und dem Rat der Hansestadt Hamburg erwähnt. In diesem Vertrag ging es um die Absicht, sich gegenseitig nicht mehr zu berauben. (Andere Quellen sprechen von 1150.)
Die um das Jahr 1230 entstandene Kirche St.-Vitus-Kirche wurde um die Jahrhundertwende 2000 aufwändig renoviert.

### Mittelalter
Belum wurde im Mittelalter durch seinen kleinen Hafen, an der Belumer Wettern gelegen, bekannt. Als Hauptumschlagplatz für Holz in der Region kam der Ort zu einigem Wohlstand. Zwei Märkte im Jahr sind überliefert, der einwöchige St.-Vitus-Markt und der wesentlich längere Holzmarkt.

### Belumer Schanze
Zu den wichtigsten Verteidigungsanlagen des Dreißigjährigen Krieges gehörte die Belumer Schanze an der Mündung der Oste. Im Zweiten Weltkrieg befand sich dort eine Luftverteidigungsstellung der 8,8-cm-Flak, die die Bomberverbände der Alliierten Richtung Hamburg mit drei Abschüssen bekämpfte. Nach dem Krieg wurde zwischen Belum und Kehdingbruch eine HAWK-Raketenstellung (Flugabwehrraketengeschwader 37) der NATO aufgebaut. Im Zuge der Standortauflösungen der Luftverteidigung bei der Bundeswehr wurde diese in den 1990er Jahren abgebaut. Heute erinnern nur noch ein Straßenname und eine Bushaltestelle an die „Schanze“.

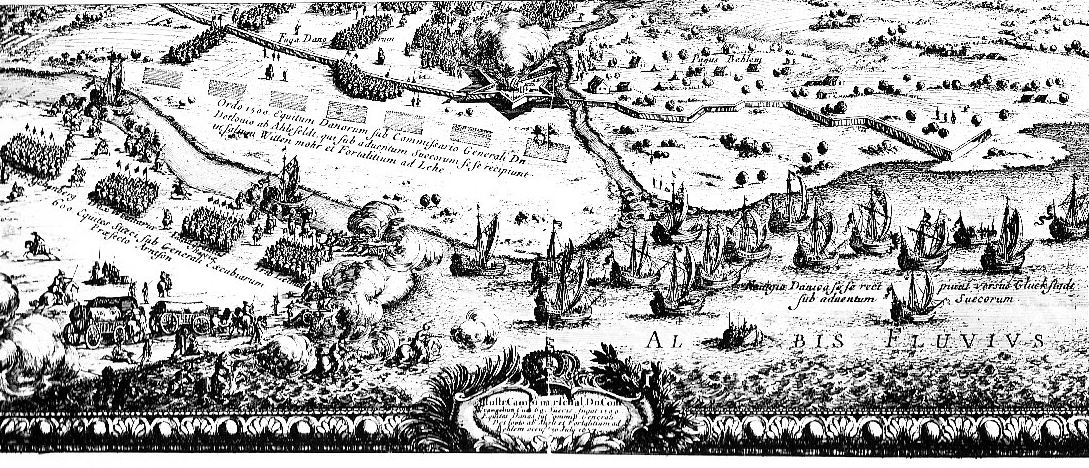
Belumer Schanze
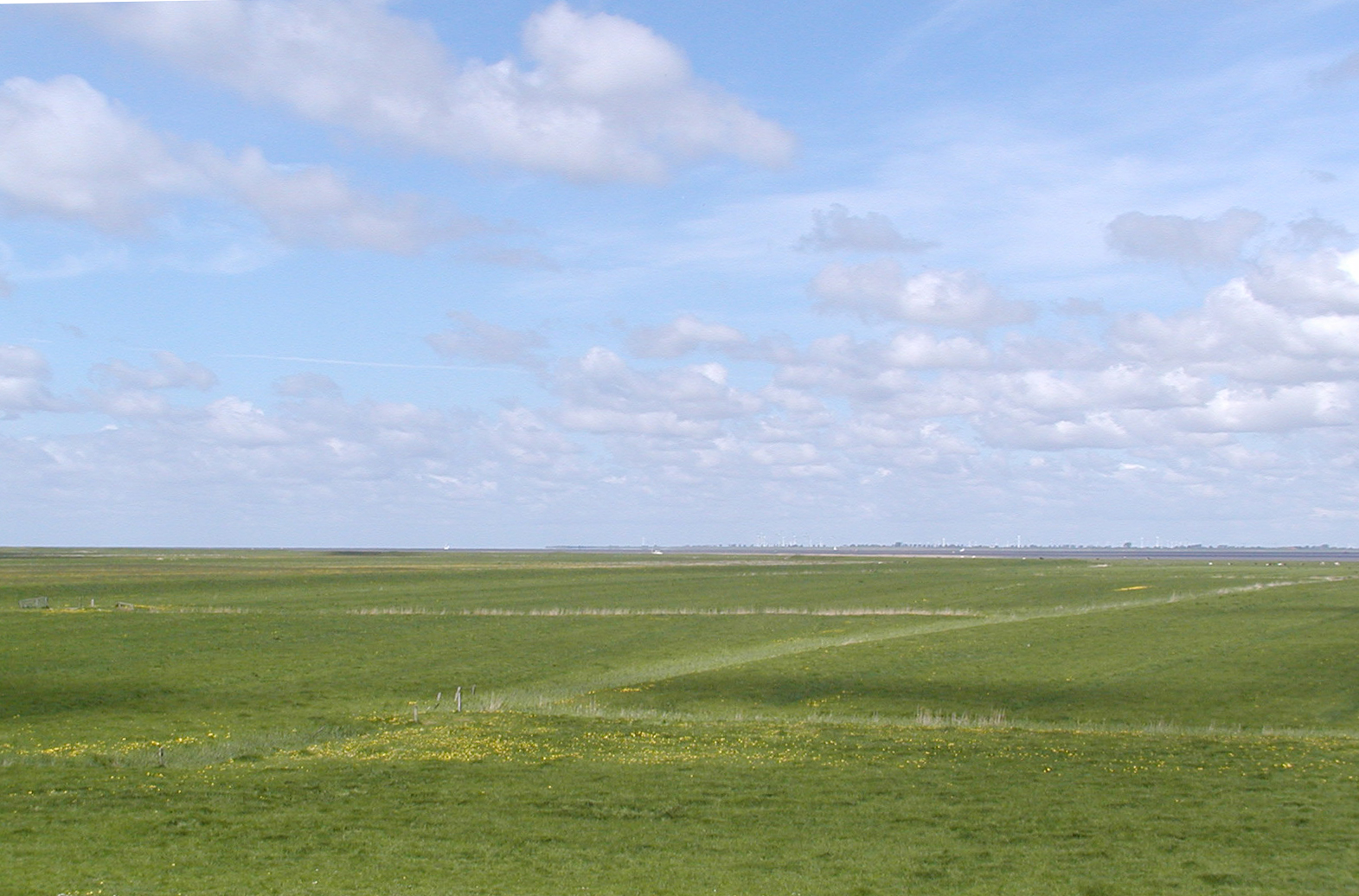
Das Gebiet der Belumer Schanze heute
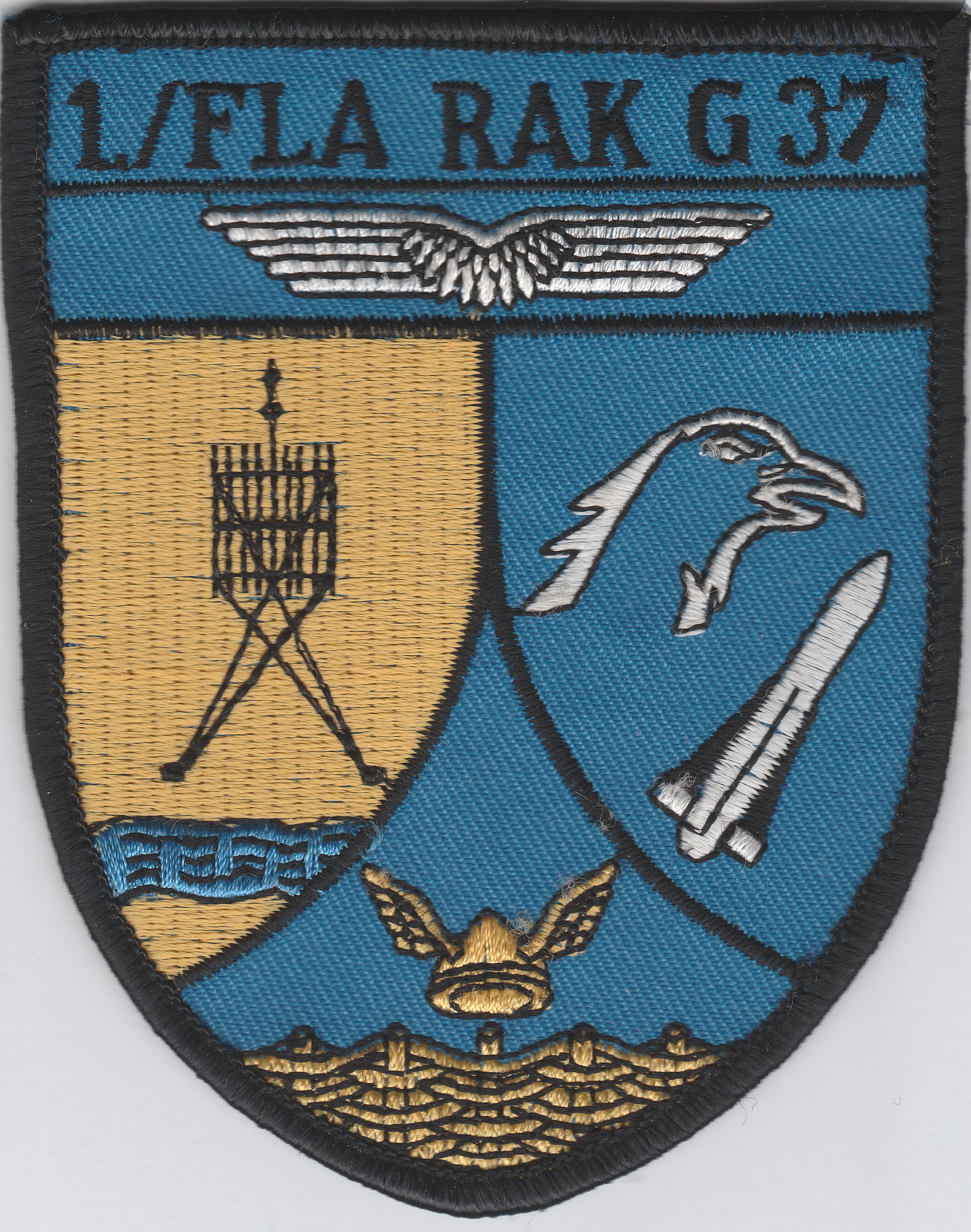
Wappen der ehemaligen HAWK-Raketenstellung Belum
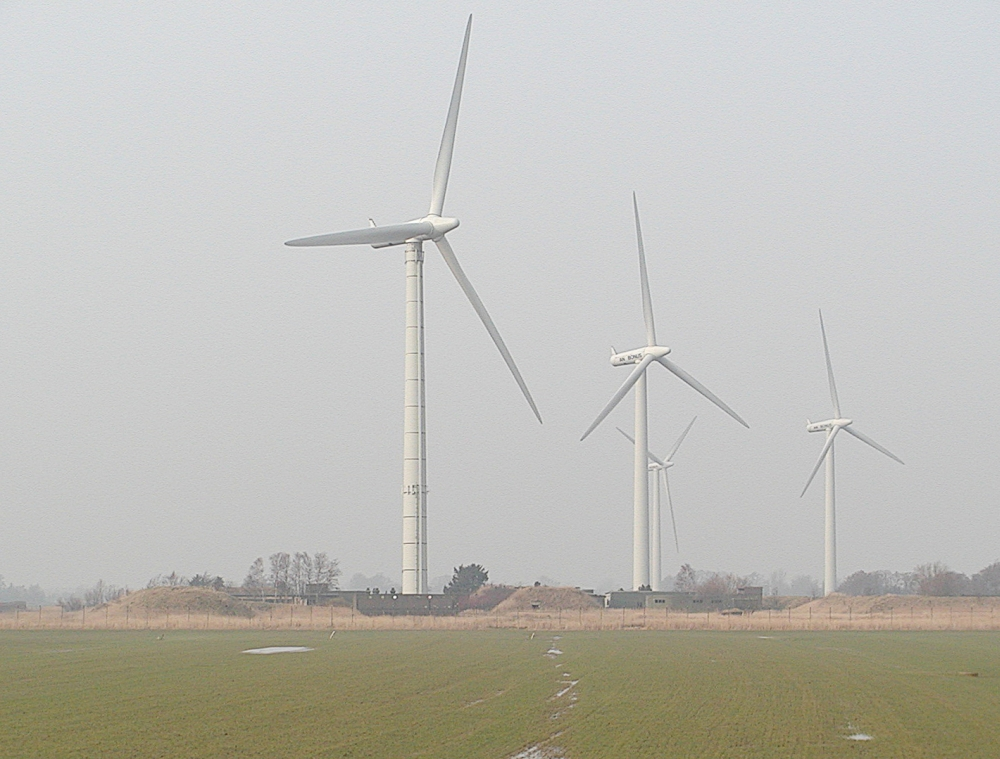
Ehemalige HAWK-Raketenstellung, jetziger Windpark

### Leuchtfeuer in Belum

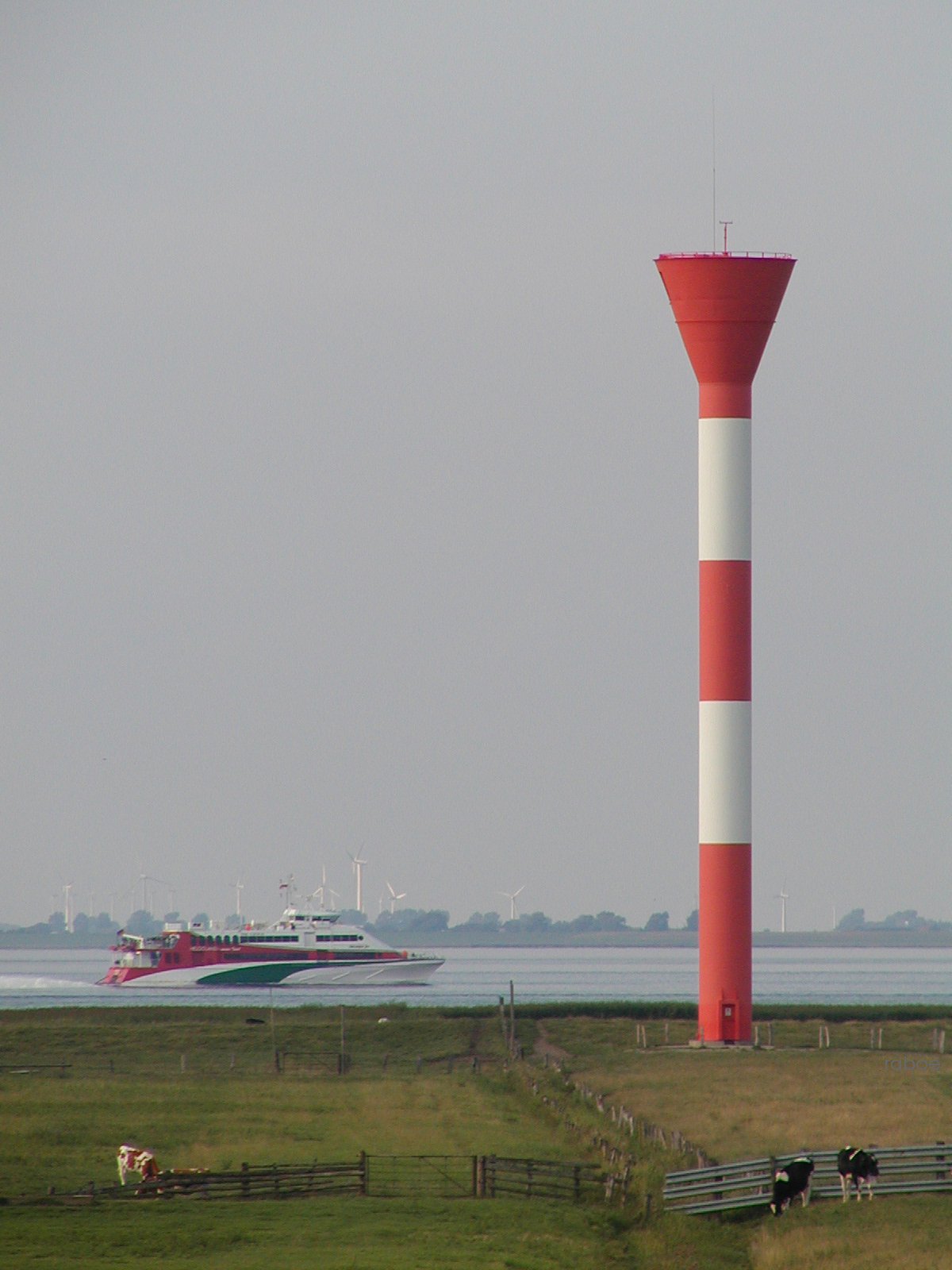
Das Leuchtfeuer in Belum

Zur Leuchtbefeuerung der Elbe und der Nordsee gehören auch die Leuchttürme in Belum. Gegenüber der Ostebank, eine Sandbank in der Elbe bei der Ostemündung, wurde 1904 ein Leuchtturm ähnlich dem Leuchtturm Balje gebaut. Dieser auf einem braunen runden Ziegelsteinsockel fußende weiße Turm mit einer Geländerplattform und einem kegelförmigen braunen Dach war der erste, der mit Petroleumglühlicht betrieben wurde. 1927 auf Flüssiggas umgestellt, hatten sie als Optik eine 250-mm-Gürtelleuchte eingebaut. Im Gegensatz zum Leuchtturm in Balje wurde der Turm in Belum 1982 abgeschaltet und ein Jahr später abgebrochen. Die heutige sogenannte „Richtfeuerlinie“ besteht aus dem Oberfeuer Belum, einem dünnen rot-weiß gestreiften 44 Meter hohen Turm mit einem umgedrehten Kegeldach, sowie dem 1340 Meter entfernt stehenden Unterfeuer Belum, gleichzeitig Unterfeuer Otterndorf, das zwar gleich gebaut, aber nur 25 Meter hoch ist. Die Leuchttürme sind 18 Seemeilen weit zu sehen.

### Eingemeindungen
Im Zuge der Gebietsreform in Niedersachsen, die am 1. Juli 1972 stattfand, wurde die zuvor selbständige Gemeinde Kehdingbruch in die Gemeinde Belum eingegliedert.

### Einwohnerentwicklung
| Jahr | Einwohner | Quelle      |
| ---- | --------- | ----------- |
| 1824 | 00–0 1    | [ 4 ]       |
| 1848 | 0936 2    | [ 5 ]       |
| 1910 | 676       | [ 6 ]       |
| 1925 | 652       | [ 7 ]       |
| 1933 | 601       | [ 7 ]       |
| 1939 | 565       | [ 7 ]       |
| 1950 | 984       | [ 8 ]       |
| 1956 | 780       | [ 8 ]       |
| 1961 | 0707 3    | [ 3 ] [ 9 ] |
| 1970 | 0676 4    | [ 3 ] [ 9 ] |
| 1973 | 10450     | [ 10 ]      |

| Jahr | Einwohner | Quelle |
| ---- | --------- | ------ |
| 1975 | 1052 50   | [ 11 ] |
| 1980 | 988 5     | [ 12 ] |
| 1985 | 966 5     | [ 12 ] |
| 1990 | 974 5     | [ 12 ] |
| 1995 | 949 5     | [ 12 ] |
| 2000 | 909 5     | [ 13 ] |
| 2005 | 871 5     | [ 12 ] |
| 2010 | 829 5     | [ 12 ] |
| 2015 | 838 5     | [ 14 ] |
| 2020 | 803 5     | [ 12 ] |
| 0    | 0         | 0      |

1 155 Feuerstellen

2 in 152 Häusern (Kirchspiel Belum gesamt)

3 Volkszählungsergebnis am 6. Juni

4 Volkszählungsergebnis am 27. Mai

5 jeweils zum 31. Dezember
|  |

## Politik

### Gemeinderat
Der Rat der Gemeinde Belum besteht aus acht Ratsfrauen und Ratsherren. Dies ist die festgelegte Anzahl für die Mitgliedsgemeinde einer Samtgemeinde mit einer Einwohnerzahl zwischen 501 und 1000 Einwohnern. Die Ratsmitglieder werden durch eine Kommunalwahl für jeweils fünf Jahre gewählt. Die aktuelle Amtszeit begann am 1. November 2021 und endet am 31. Oktober 2026.
Stimm- und sitzberechtigt im Rat ist außerdem der Bürgermeister.
Die letzte Kommunalwahl am 12. September 2021 ergab das folgende Ergebnis:
| Partei                               | Anteilige Stimmen | Anzahl Sitze |
| ------------------------------------ | ----------------- | ------------ |
| Bürgerliste Belum/Kehdingbruch (BBK) | 78,42 %           | 7            |
| CDU                                  | 14,36 %           | 1            |
| Grüne                                | 07,22 %           | 1            |

Die Wahlbeteiligung bei der Kommunalwahl 2021 lag mit 64,84 % über dem niedersächsischen Durchschnitt von 55,5 %.

### Bürgermeister
Der Gemeinderat wählte das Gemeinderatsmitglied Matthias Peter (BBK) zum ehrenamtlichen Bürgermeister für die aktuelle Wahlperiode. Seine Stellvertreter sind Hartwig Meyer (BBK) und Anja Blohm (BBK).

### Wappen

#### Gemeindewappen
Der Entwurf des Kommunalwappens von Belum stammt von dem Heraldiker und Wappenmaler Albert de Badrihaye, der zahlreiche Wappen im Landkreis Cuxhaven erschaffen hat.
| Wappen von Belum | Blasonierung: „In Blau ein goldener (gelber) geflügelter Merkuriushut über dem Teil eines goldenen (gelben) Schanzkorbes als Schildfuß.“ |
| Wappen von Belum | Wappenbegründung: Der Merkuriushut ist Sinnbild des Handels und weist auf den ehemals für das gesamte Umland bedeutenden Belumer Vitimarkt hin. Der Schanzkorb erinnert an die Belumer Schanze, die vor allem in den Kriegen des 17. Jahrhunderts eine Rolle spielte. |

#### Wappen des Ortsteils

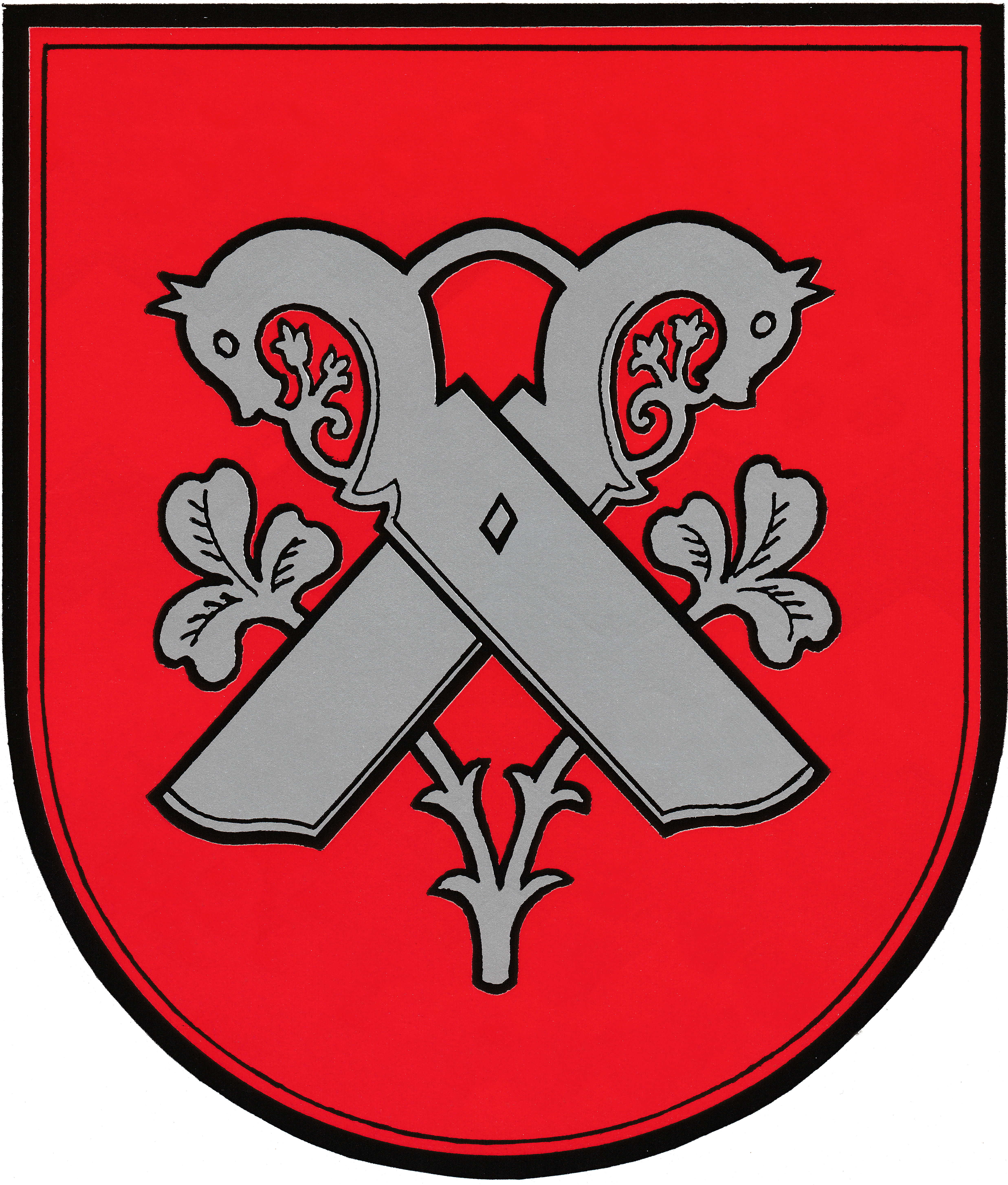
Kehdingbruch (Details)

### Flagge
|  | 00Hissflagge: „Die Flagge ist blau-gelb geteilt mit dem aufgelegten Wappen in der Mitte.“ |

## Kultur und Sehenswürdigkeiten

### Regelmäßige Veranstaltungen
- Schützenfest Belum: zweites Wochenende im Juni[21]
- Schützenfest Kehdingbruch: erstes Wochenende im Juni[21]
- Feuerwehrball der Freiwilligen Feuerwehr Belum: Erster Samstag im Oktober

### Vereine und Organisationen
| - Angelsportverein Kehdingbruch - Brieftaubenverein Elbbote Belum - Deutsches Rotes Kreuz Belum - Deutsches Rotes Kreuz Kehdingbruch - Förderverein Freiwillige Feuerwehr Belum e. V. - Freiwillige Feuerwehr - Heimatverein Belum-Kehdingbruch - Jagdgemeinschaft Belum | - Jagdgemeinschaft Kehdingbruch - Kehdingbrucher Sportclub e. V. - Kirchenvorstand Belum - Kirchenvorstand Kehdingenbruch - Schafverein Belum - Schützenverein Belum e. V. - Schützenverein Kehdingbruch e. V. - TSV Belum e. V. |

(Quelle:)

## Persönlichkeiten

### Söhne und Töchter der Gemeinde
- Johann Friedrich Goebel (1869–1927), Bibliothekar, in Kehdingbruch geboren
- Albert Rodegerdts (1898–1973), Kreisleiter der NSDAP in Cuxhaven und Uelzen

### Personen, die mit der Gemeinde in Verbindung stehen
- Georg Wilhelm Wilhelmy (1748–1806), Orgelbauer, der anfangs in Nordhessen und dann von 1781 bis 1806 in Stade tätig war, er schuf von 1783 bis 1786 die Orgel der örtlichen	St.-Vitus-Kirche
- Ernst Cammann (1888–1978), Landwirt und Politiker (DNVP, CDU), im Jahr 1918 übernahm er den väterlichen Landwirtschaftsbetrieb in Belum
- Rowan West (1953–2023), Orgelbauer aus Altenahr, er schuf im Jahre 2001 einen Neubau hinter dem historischen Prospekt an der Orgel der örtlichen St.-Vitus-Kirche

## Sagen und Legenden
- Der gefällige Gehilfe[23]